# Vriesea taritubensis
Vriesea taritubensis là một loài thuộc chi Vriesea. Đây là loài đặc hữu của Brasil.